# Новград
 Тази статия е за селото в България.  За селото в Гърция вижте Нов град.  
Новград е село в Северна България. То се намира в община Ценово, област Русе.

## География и климат
Отстои на около 64 км западно от гр. Русе, на 21 км източно от гр. Свищов, на 70 км северно от гр. Велико Търново, на 27 км северозападно от гр. Бяла и на 13 км в същата посока от с. Ценово. 
Територията на Новград е в източната Дунавска хълмиста равнина, която тук се характеризира с разнообразен релеф.
През зимата се наблюдават много ниски температури, а през лятото - много високи. Валежите в района са разпределени неравномерно през годината.

## История
Районът на село Новград с благоприятния си климат, плодородна почва и близостта на реките Янтра и Дунав привлича заселници от най-дълбока древност. Най-старите познати материали са от Каменно-медната епоха (5 – 4 хил. години пр. Хр.). През Бронзовата (2750 – 1200 г. пр. Хр.) и Желязната (12 – 1 в. пр Хр.) епохи районът е заселен от траките. Тяхното присъствие е засвидетелствано от множество тракийски надгробни могили, глинени съдове, железни сечива и инструменти. През 1937 г,, при изграждане на дигата на река Студена, при мелницата са открити 10 броя бронзови брадвички, които се намират в Националния археологически музей в София.
Село Новград е основано след 1388 г. от оцелелите местни българи след разрушаването от османците на съществувалата в близост крепост Неокастро (Новакесри). Крепостта е построена от византийците по време на византийското владичество, а по-късно с възобновяването на българската държава е преименувана на Новград. Крепостта се е намирала на 4 km североизточно от днешното село на върха Калебаир, на левия бряг на река Янтра. Издигната е била на високо и непристъпно място над реката и единствената ѝ достъпна страна е била откъм изток, където е имало изградена крепостна стена и ров. Новградската крепост е превзета от турците през 1388 г. при похода на 30-хилядната армия на Али паша Чандарлъ северно от Стара планина. Вбесени от оказаната съпротива от защитниците на крепостта, османците избили по-голямата част от населението и практически сринали крепостта до основи. Малцината спасили се българи изграждат край развалините ѝ новото селище, носещо името на унищожената крепост – Новград.

### Oсвобождението на новградския край през 1877 година
Българите от селата по долното течение на река Янтра имат щастието да посрещнат свободата в самото начало на войната. На 15 (27) юни 1877 г. в района на град Свищов руската войска успешно извършва главното форсиране на р. Дунав. Организират се три отряда, най-големият от които (Русчушкият) напредва на изток и предните му части заемат на 24 юни (6 юли) позиции при с. Новград.
В следващите дни са освободени околните села, изгражда се понтонен мост над р. Янтра, по който русите продължават настъплението си към укрепения от турците четириъгълник Русе – Силистра – Варна – Шумен.
Голяма част от местното население преминава в услуга на руската армия. Със своите каруци селяните превозват ранени и заболели войници до военните болници в с. Ценово и с. Джулюница, карат храна и боеприпаси.

## Забележителности

### Паметник на четата на Хаджи Димитър и Стефан Караджа
През лятото на 1868 г. войводите Хаджи Димитър и Стефан Караджа застават начело на чета от близо 130 души. Предварителният план предвижда, след прехвърлянето на българска земя, да бъде обявено въстание и четата да послужи за катализатор на всеобщо освободително движение.
След като приключва предварителната подготовка четниците се събират в румънското село Петрушан, прехвърлят се на малък остров на р. Дунав и от там на 18 юли със закрита гемия достигат до българския бряг. Мястото на преминаването е западно от устието на р. Янтра при „Бостанската кория“, в близост до местността „Янково гърло“. Тогава околният терен е представлявал блатиста низина, обрасла с тръстика, която на юг се слива с долината на р. Студена. Тъй като още при дебаркирането са забелязани от турците, войводите провеждат военен съвет, на който е решено да не се обявява въстание, а да се прекъсне телеграфа между Русе и Свищов, и възможно най-бързо да се достигне Балкана. Оттук започва саможертвеният им боен път, преминал през сражения при Караисен, Карапанова кория, Вишовград, Канлъдере, Бузлуджа.
По случай 100-годишнината от тези величави събития през 1968 г. на мястото, където четата е стъпила на българския бряг, е открит голям паметник обелиск.

### Скални обители
Скалните манастири в границите на днешна България се появяват още преди създаването на Първото българско царство, подновяват съществуването си след приемането на Християнството за официална религия на България през 864 г. и достигат до най-голямото си разпространение през периода на Втората българска държава(XІІ-ХІV век)
Скални монашески обители по най-долното течение на р. Янтра могат да се наблюдават тук, край входа на пещерата „Пенината дупка“ и в северните покрайнини на с. Беляново. Използвани са естествените ниши в скалния венец, които допълнително са дообработени, за да се създаде молитвен храм или монашеска килия. В Беляновската скална църква се виждат вдлъбнатини, към които е бил прикрепен иконостасът, покрай стените на наоса има издялани пейки, а допреди няколко десетилетия на тавана е имало частично запазени участъци от стенописната украса.
Трудно е да се посочи времето на тяхното възникване. То би могло да бъде търсено в нуждите на новопокръстените християни от собствен храм (ІХ-Х в.), но може и да са от времето на Втората българска държава. Възможно е появата им да е свързана с разпространението на исихазма през ХІV в. – тогава той е допуснат като религиозна доктрина от Българската православна църква. Монасите-исихасти, като последователи на идеите от времето на ранното християнство, се стремят към единение между човек и Бог чрез безмълвие, смирение, пост и молитва. Скалните пещери и ниши край р. Янтра дават възможност за уединение на търсещите духовно израстване аскети.

### Паметник на Ленин
В центъра на селото се намира единственият запазен паметник на Ленин в цял ръст в България. Той е издигнат с пари на селяните, много от които почитат комунистическия вожд.

### Марков кръст
Марковият кръст се намира на левия бряг на р. Янтра близо до с. Джулюница. Разположен е високо в скалите и представлява издълбан кръст в предварително заравнена основа. Някои свързват появата му с дейността на Дели Марко и реални исторически събития, повдигнали духа на поробените българи. В края на ХVІ в. започва австро-турска война, в която на страната на австрийците се включват Влашко, Молдова и Трансилвания. Южно от р. Дунав действа в унисон с влашкия владетел Михай Витязул голям конен отряд, предвождан от Дели Марко и Баба Новак. 
Други обвързват Марковия кръст с подвизите на Крали Марко. С течение на времето се е получила приемственост между едноименните персонажи, като започва да доминира по-популярният епически герой – Крали Марко. Местните хора разказват легенди, сред които и тази: „Турците отвлекли млади български девойки. Крали Марко ги освободил, но докато се борел за свободата им, разсякъл скалата и така се образувал Марковият кръст."

### Средновековна крепост
Късноантична и средновековна крепост Ну кесри/Нео кастро/Нова крепост/Новград се намира в местността „Кале баир“, на 0.92 km североизточно по права линия от центъра на село Новград. Изградена е на нос, който се намира на високият ляв, южен бряг на река Янтра, срещу моста за село Кривина. Носът е ограничен от север- северозапад от река Янтра, от юг- от дълбоко суходолие, което западно под твърдината се слива с река Янтра. Според нас по това суходолие античният път от „Никополис ад Иструм“ за „Ятрус“ слиза от билото на масива до река Янтра и под укреплението я пресича по мост, вероятно където се намира днешният мост за село Кривина. Носът е най- достъпен е от изток по билото на масива.

## Личности
- Николай Тонев (1919 – ?), български политик от БКП

#### Опълченци, родени и живели в с. Новград
Началото на Българското опълчение е поставено в края на 1876 година в град Кишинев. В него участват български доброволци – емигранти. До началото на войната се създават шест дружини под командването на генерал Николай Столетов. След преминаването на р. Дунав се пристъпва към сформирането на още шест дружини. За да ускори набирането на доброволци, българският офицер в Опълчението Райчо Николов предприема обиколка в освободените села около град Свищов. От този край се записват 354 младежи, които преминават подготовка и стават неразделна част от тази българска доброволческа войска.
- Панайот Радков (Рашков) (20.07.1841 г., Велико Търново – 1903 г., с. Калтинец). През май 1876 г. постъпва  в четата на Панайот Хитов и взема участие в Сръбско-турската война. На 18.05.1877 г. е записан в 4-та дружина, 2-ра рота. Напуска Опълчението на 13 май 1878 г. След Освобождението живее в град Свищов и село Новград. По занятие е бакалин.
- Петко Василев (1850 г., гр. Свищов – ?). Постъпва в Опълчението на 10 юли 1877 г. в 11-та дружина. Уволнен на 27 юли 1878 г. След това живее в село Новград и се занимава със земеделие.
- Димитър (Митьо) Илиев Павлов (?, с. Новград – 9 декември 1905 г. пак там). Според дружинното му свидетелство служи в 5-та дружина, 4-та рота от 4 август 1877 до 21 юни 1878 г. Награден със сребърен медал. След войната живее в родното си село. Занимава се със земеделие.
- Лазар Николов (Николаев) (ок. 1860 г., град Разград – ?). На 8 юли 1877 г. постъпва в Българското Опълчение. Последователно служи в 12-та, 10-та и 5-а дружина. Награден със сребърен медал. След Освобождението живее в село Новград и се занимава със земеделие.

### Загинали военнослужещи в Балканските войни 1912 – 1913 г. от с. Новград
- Андрей Андреев Йончев (Момчев) – редник, с набор 1904 г., от 33 пех. полк, загинал на 13.10.1913 г. при с. Върбица
- Върбан Върбанов Данев – редник, с набор 1902 г., от 33 пех.полк, загинал на 07.11.1912 г. при ст. Чаталджа
- Иван Вълев Петров – кан., с набор 1904, от 9 арт.с.с.п. 5 бат., загинал на 14 януари 1913 г. при гр. Кешан
- Никола Неделчев Николаев – редник, с набор 1900 г., от 33 пех. полк, загинал на 24.06.1913 г. в м. Модра стена, Пиротско
- Симеон Хараланов Пенчев (Аризанов, Харизанов) – редник, с набор 1904 г., от 33 пех. п., загинал на 13.10.1912 г. при с. Върбица, Плев.
- Цветан Андреев Върбанов – редник, с набор 1911 г., от 36 пех. полк, загинал на 06.11.1912 г. при Чаталджа

## Обществени институции
Училището е основано през 1872 г. През 1972 г. се чества 100-годишен юбилей и е наградено с орден „Кирил и Методий“ втора степен. Сега в училището учат децата от селата Новград, Кривина, Джулюница и Беляново. В селото има и читалище.

## Редовни събития
Съборът на селото е в първата неделя на ноември.